# Andre Rudolph

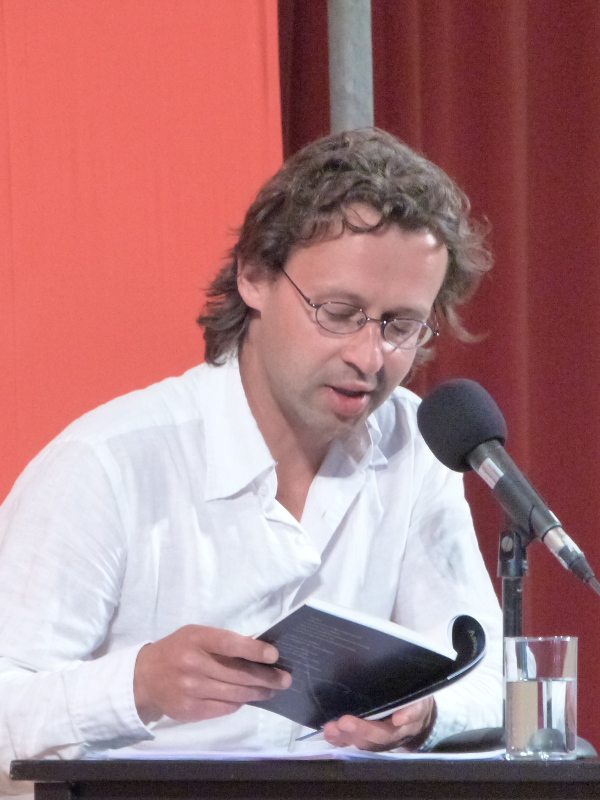
Andre Rudolph

Andre Rudolph (* 1975 in Warschau) ist ein deutscher Schriftsteller, Lyriker und Übersetzer.

## Leben und Werk
Andre Rudolph wuchs in Leipzig auf und studierte Germanistik, Philosophie und Slawistik. Seine Gedichte wurden in zahlreichen Anthologien und Literaturzeitschriften veröffentlicht. 2009 erschien sein Debütband „fluglärm über den palästen unsrer restinnerlichkeit“, der wie seine Übersetzungen des polnischen Lyrikers Tadeusz Dąbrowski eine Platzierung auf der SWR-Bestenliste erhielt. Rudolph wurde mehrfach ausgezeichnet. Zudem ist er Mitglied im  PEN-Zentrum Deutschland.

## Einzeltitel
- fluglärm über den palästen unsrer restinnerlichkeit, Gedichte, Wiesbaden: luxbooks 2009. ISBN 978-3-939557-90-6
- confessional poetry, Gedichte, Wiesbaden: luxbooks 2012. ISBN 978-3-939557-99-9
- Blicktot, Nixe (Klaffende Tags), Gedicht, Wiesbaden: luxbooks 2015. ISBN 978-3-945550-09-0
- Ich bin für Frieden, Armut und Polyamorie – welche Partei soll ich wählen?, Gedichte, Köln: Parasitenpresse 2020.

## Anthologien und Literaturzeitschriften (Auswahl)
- Jan Wagner, [Björn Kuhligk] (Hg.), Lyrik von Jetzt II, Berlin: Berlin Verlag 2008. ISBN 978-3-8270-0809-1
- Ron Winkler (Hg.), Neubuch, München:  yedermann Verlag 2008. ISBN 978-3-935269-37-7
- Michael Braun (Hg.), Lied aus reinem Nichts, Heidelberg: Verlag Das Wunderhorn  2010. ISBN 978-3-88423-326-9
- Anja Bayer, Daniela Seel (Hrsg.): all dies hier, Majestät, ist deins – Lyrik im Anthropozän, kookbooks, Berlin 2016, ISBN 978-3937445809.
- Literaturzeitschriften: SpriTZ, Sinn und Form, Neue Rundschau, Gegenstrophe

## Übersetzungen
- Krzysztof Siwczyk, Im Reich der Mitte. Ausgewählte Gedichte, Leipzig: Leipziger Literaturverlag 2007. ISBN 978-3-86660-027-0
- Tadeusz Dąbrowski, Schwarzes Quadrat auf schwarzem Grund. Ausgewählte Gedichte, Wiesbaden: luxbooks 2010. ISBN 978-3-939557-94-4

## Auszeichnungen
- 2010: Lyrikpreis Meran
- 2010: Kranichsteiner Literatur-Förderpreis
- 2010: Stipendium der Stiftung kunst:raum sylt quelle
- 2010: Arbeitsstipendium des Deutschen Literaturfonds
- 2011: Wolfgang-Weyrauch-Förderpreis des Literarischen März Darmstadt
- 2011: Aufenthaltsstipendium im Künstlerhaus Lukas
- 2011: Arbeitsstipendium der Kulturstiftung des Freistaates Sachsen
- 2013:  Stadtschreiber der Stadt Tübingen
- 2015: Förderpreis zum Mörike-Preis der Stadt Fellbach